# 巨根老鸛草
巨根老鸛草（學名：Geranium macrorrhizum）為牻牛兒苗科老鸛草屬的一個種，分佈於南歐，生長在灌木叢及多岩的林地。芳香而有黏性的多年生植物，珠高約50公分，具有長莖根，齒緣葉部份深裂部份淺裂，葉面披毛，葉片至秋變成紅金色。初夏開紫紅色花朵，有突出的延長花柱。種子以爆發傳播。

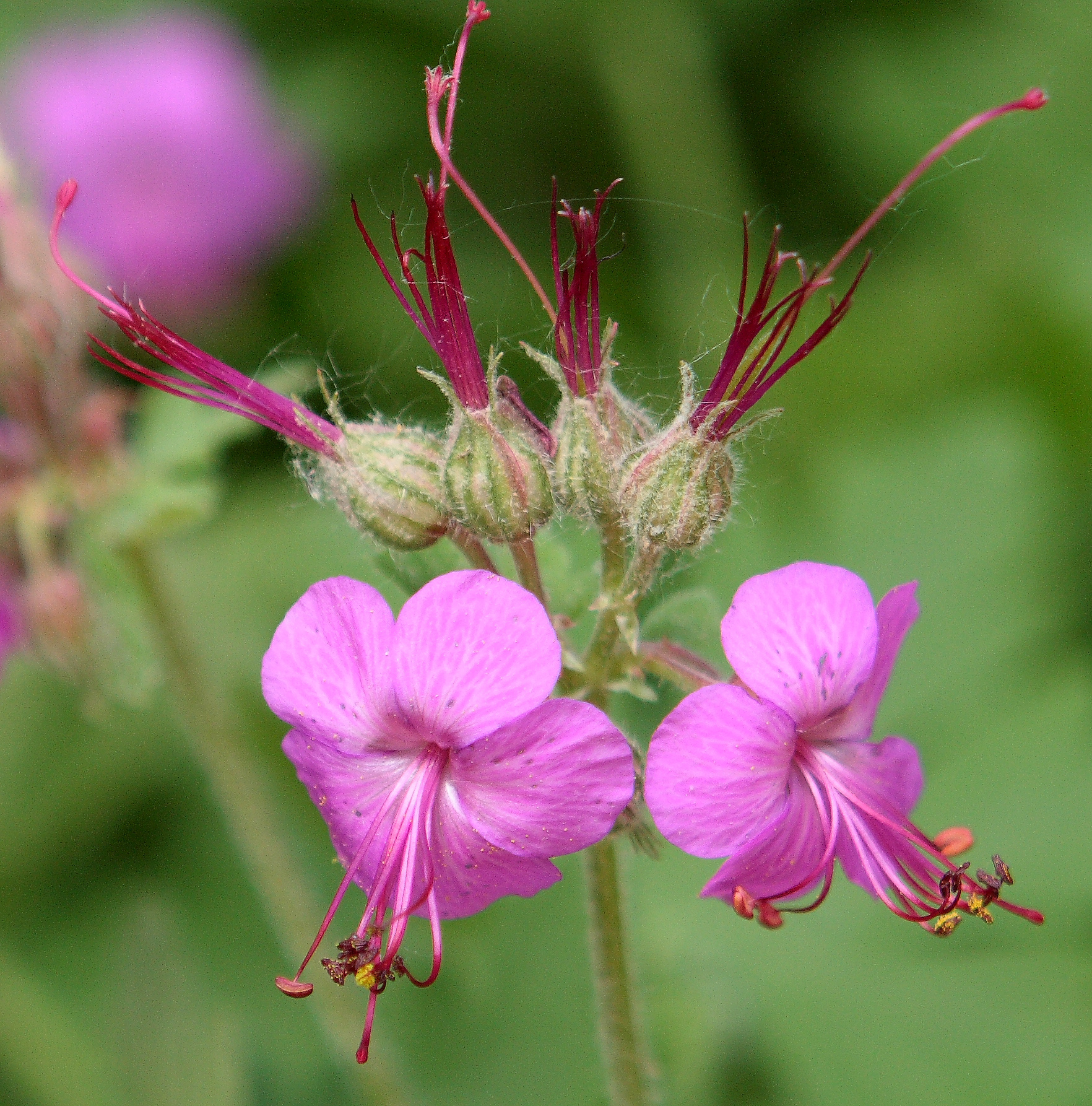
突出的延長花柱，後方為四顆果實，花苞見右框圖片

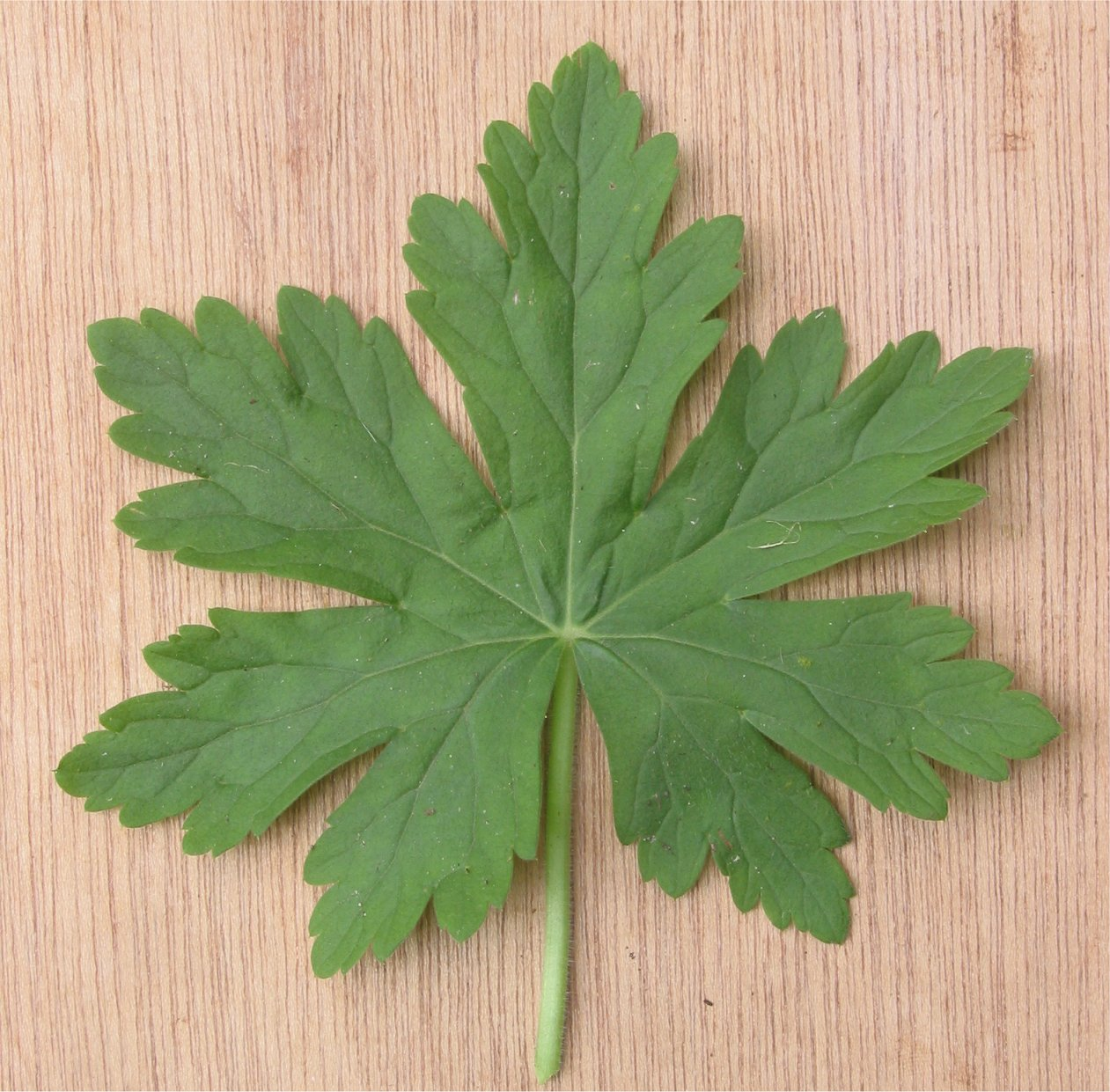
齒緣葉部份深裂部份淺裂

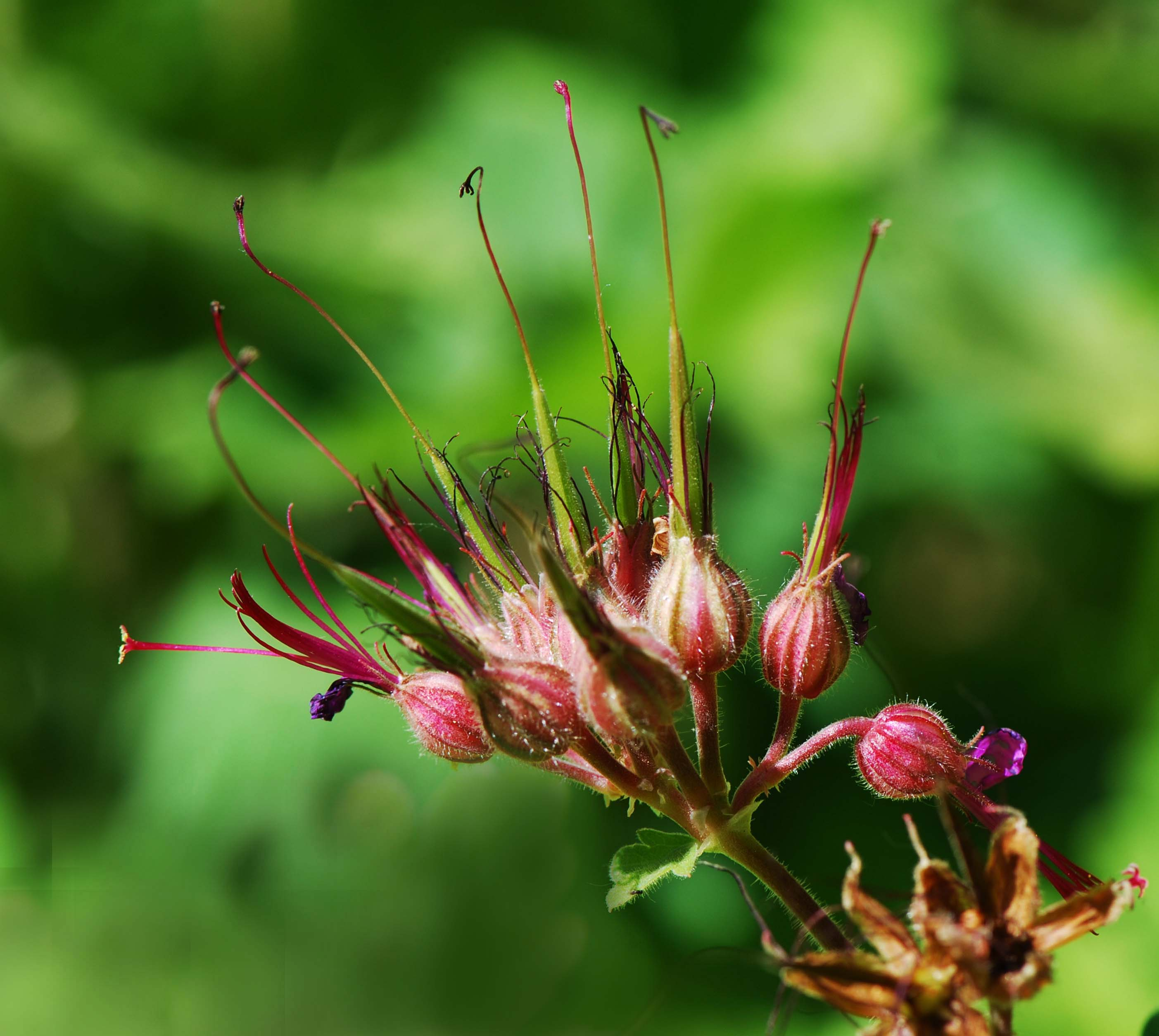
果實將以爆發方式傳播種子

## 用途
葉和根有香料味，可加入芳香包。

## 文獻
- 世界藥用植物圖鑑 頁174，Lesley Bremness 著，貓頭鷹出版社 ISBN 978-986-7001-99-3

## 維基資源
维基共享资源上的相關多媒體資源：巨根老鸛草